# Carex otayai
Carex otayai är en halvgräsart som beskrevs av Jisaburo Ohwi. Carex otayai ingår i släktet starrar, och familjen halvgräs. Inga underarter finns listade i Catalogue of Life.